# Gedeón Guardiola
Gedeón Guardiola Villaplana (ur. 1 października 1984 w Petrer) – hiszpański piłkarz ręczny, reprezentant kraju grający na pozycji obrotowego. Mistrz Świata 2013. Obecnie występuje w Bundeslidze, w drużynie Rhein-Neckar Löwen. Brat bliźniak Isaíasa, hiszpańskiego szczypiornisty.

## Sukcesy

### reprezentacyjne
- Mistrzostwa Świata:
  -  2013

### klubowe
- Puchar EHF:
  -  2013
- Mistrzostwa Niemiec:
  -  2013